# Люрей (Південна Кароліна)
Люрей (англ. Luray) — місто (англ. town) в США, в окрузі Гемптон штату Південна Кароліна. Населення — 98 осіб (2020).

## Географія
Люрей розташований за координатами 32°48′51″ пн. ш. 81°14′25″ зх. д. / 32.81417° пн. ш. 81.24028° зх. д. (32.814208, -81.240265).  За даними Бюро перепису населення США в 2010 році місто мало площу 2,68 км², уся площа — суходіл.

## Демографія
Згідно з переписом 2010 року, у місті мешкало 127 осіб у 44 домогосподарствах у складі 30 родин. Густота населення становила 47 осіб/км².  Було 58 помешкань (22/км²).
Расовий склад населення:
| - 45,7 % — білих - 43,3 % — чорних або афроамериканців - 8,7 % — осіб інших рас |

До двох чи більше рас належало 2,4 %. Частка іспаномовних становила 22,0 % від усіх жителів.
За віковим діапазоном населення розподілялося таким чином: 26,8 % — особи молодші 18 років, 61,4 % — особи у віці 18—64 років, 11,8 % — особи у віці 65 років та старші. Медіана віку мешканця становила 42,1 року. На 100 осіб жіночої статі у місті припадало 98,4 чоловіків;  на 100 жінок у віці від 18 років та старших — 102,2 чоловіків також старших 18 років.
Середній дохід на одне домашнє господарство  становив 46 559 доларів США (медіана — 41 111), а середній дохід на одну сім'ю — 56 138 доларів (медіана — 61 250). За межею бідності перебувало 31,8 % осіб, у тому числі 38,3 % дітей у віці до 18 років та 7,4 % осіб у віці 65 років та старших.
Цивільне працевлаштоване населення становило 77 осіб. Основні галузі зайнятості: виробництво — 35,1 %, освіта, охорона здоров'я та соціальна допомога — 31,2 %, транспорт — 18,2 %.